# Žirovnica, Idrija
Žirovnica je naselje v Občini Idrija.